# Sobrado (Kasztília és León)
Sobrado egy község Spanyolországban, León tartományban. Lakosainak száma 282 fő (2024).

## Földrajza
Sobrado Toral de los Vados, Carucedo, Rubiá, Oencia és Corullón községekkel határos.

## Népesség
A település lakosságának változását az alábbi diagram mutatja:
| Lakosok száma | 541  | 494  | 446  | 420  | 363  | 366  | 333  | 312  | 294  | 282  |
|               | 2001 | 2004 | 2007 | 2009 | 2012 | 2014 | 2017 | 2019 | 2022 | 2024 |